# عیسی عمرو
عیسی عمرو (بهه عربی: عيسى عمرو؛ زاده ۱۳ آوریل ۱۹۸۰) یک فعال اهل فلسطین می باشد که در الخلیل ،  کرانه باختری مستقر گردیده است. وی یکی از بنیانگذار ها و هماهنگ کننده پیشین (۲۰۰۷-۲۰۱۸) اعضای مردمی جوانان علیه سکونتگاه ها می باشد. عمرو از استفاده از مقاومت بدون خشونت آمیز و سرکشی مدنی برای مبارزه با اشغالگری اسرائیل در سرزمین های فلسطینی پشتیبانی می کند. در سال ۲۰۱۰، عمرو ازجانب دفتر کمیساریای عالی حقوق بشر سازمان ملل متحد تحت عنوان "مدافع حقوق بشر سال در فلسطین" معرفی گردید در سال ۲۰۱۳، شورای حقوق بشر سازمان ملل متحد به علت موارد گوناگون نگرانی خود را نسبت به رفاه و امنیت او ابراز نمود. گزارش های آزار و اذیت سربازان و شهرک نشینان اسرائیلی و مجموعه ای از دستگیری های خودکامانه. تاکنون،   عمرو ازجانب دادگاه نظامی اسرائیل با ۱۸ اتهام برضد او متهم گردیده شده.
در روز های پایانی سپتامبر ۲۰۱۷، عمرو بعد از آزادی به قید وثیقه ، با برنی سندرز و گروه کنگره در واشنگتن دی سی دیدار نمود.
در مارس ۲۰۱۹، عفو بین‌الملل از مسئولان فلسطینی درخواست کرد تا همه اتهامات بر ضد او را لغو نمایند و وی افزود: «این خفت بار است که عیسی عمرو تنها به دلیل بیان نقل و انتقاد های خودش در زمینه تداول حقوق بشر در فضای مجازی، با مجازات زندان روبرو است».